# Huangshan, Anhui
Huangshan är en stad på prefekturnivå i Anhui-provinsen i östra Kina. Den ligger omkring 230 kilometer söder om proivinshuvudstaden Hefei.

## Turism
Staden är en viktig turistort har fått sitt namn från berget Huangshan som är beläget i orten. De världsarvsmärkta byarna Hongcun och Xidi är också belägna i Huangshan.

## Militär funktion
I Huaihua är den andra artillerikårens "Bas 52" belägen, som har ansvar för konventionella långdistansrobotar riktade mot Taiwan. En av basens viktigaste brigader är förlagd i Leping i den intilliggande Jiangxi-provinsen.

## Administrativ indelning
Huangshans stad har en yta som är något mindre än Jönköpings län. Staden är indelat i tre stadsdistrikt, som omfattar den egentliga staden, och fyra härad, som omfattar landsbygden:
- Stadsdistriktet Tunxi (屯溪区), 249 km², 217 637 invånare;
- Stadsdistriktet Huangshan (黄山区), 1 669 km², 144 243 invånare;
- Stadsdistriktet Huizhou (徽州区), 424 km², 95 529 invånare;
- Häradet She (歙县), 2 236 km², 409 247 invånare;
- Häradet Xiuning (休宁县), 2 125 km², 250 457 invånare;
- Häradet Yi (黟县), 847 km², 80 722 invånare;
- Häradet Qimen (祁门县), 2 257 km², 157 768 invånare.

## Klimat
Genomsnittlig årsnederbörd är 2 647 millimeter. Den regnigaste månaden är juni, med i genomsnitt 523 mm nederbörd, och den torraste är oktober, med 58 mm nederbörd.